# طرقه کوهی

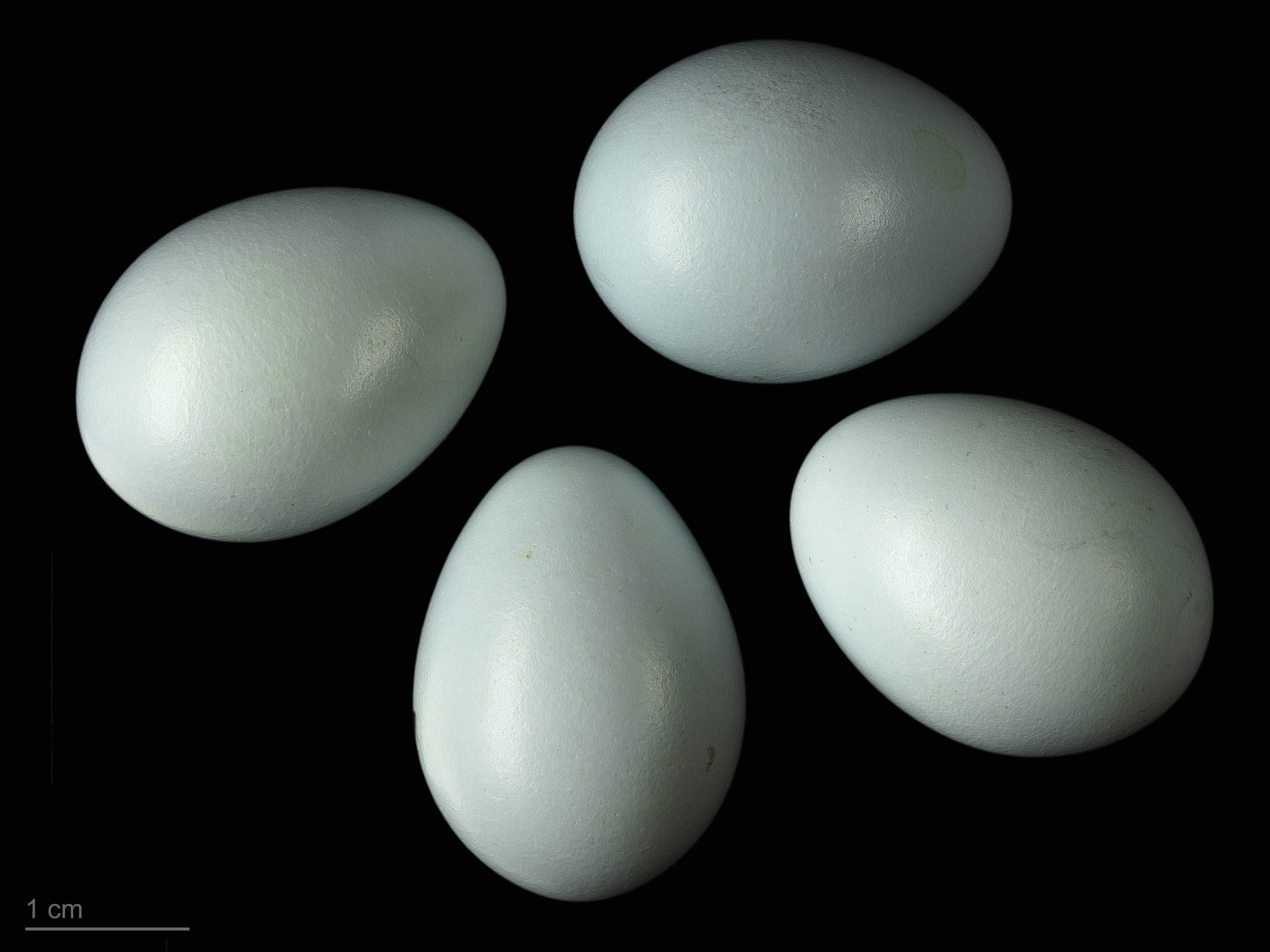
Monticola saxatilis

طرقه کوهی   یا طرقه کوهی دم‌حنایی یا باسترک (نام علمی: Monticola saxatilis) نام یک گونه از تیره مگس‌گیران است.